# Grande muraille verte (Afrique)
 (novembre 2016).
Pour les articles homonymes, voir Grande muraille verte et GMV.
La Grande muraille verte pour le Sahara et le Sahel, communément appelée Grande muraille verte (GMV), est l’initiative phare de l’Union africaine pour lutter contre les effets du changement climatique et de la désertification en Afrique. L’initiative a pour but de transformer la vie de millions de personnes en créant une mosaïque d’écosystèmes verts et productifs en Afrique du Nord, au Sahel et dans la Corne de l'Afrique. Initialement conçue comme un long couloir de 15 km de large traversant tout le continent africain sur 7 800 km en passant par 11 pays, cette muraille doit relier Dakar (Sénégal) à Djibouti ; cela représentera environ 117 000 km2, ou 11,7 millions d'hectares.
L’initiative historique lancée officiellement en janvier 2007 évolue en un ensemble d’interventions destinées à relever les défis auxquels sont confrontées les populations du Sahel et du Sahara. 
Le projet, présenté en 2002,  rencontre des critiques sur sa stratégie et son utilité.

## Présentation
Une couverture forestière apporte de nombreux éléments positifs pour la population : 

Carte du tracé prévu de la Grande Muraille verte, des pays participants et du Sahel. En vert reforestation sur une bande de 7100 km de longueur.

- une protection des champs et des villages contre le vent et l'érosion. Le mur végétal constitue un filtre à poussière qui limite l'inhalation de poussières par les populations et donc les maladies qui en découlent,

- un apport d'éléments nutritifs dans un sol presque mort ; les feuilles mortes créent une litière qui protège et régénère les sols des champs lorsque celles-ci y tombent et les arbres aident également le sol à augmenter sa capacité à garder l'eau.

- une augmentation de l'humidité et de la pluviométrie locale grâce à l'évapotranspiration des arbres plantés.

- une réserve de fourrage de qualité pour le bétail car l'herbe pousse mieux à l'ombre des arbres.

Depuis l'idée initiale d'un mur d'arbres traversant le désert africain d'est en ouest pour stopper l'avancée du désert, la vision de la Grande muraille verte s'est peu à peu transformée en une mosaïque d'interventions destinées à relever les défis auxquels sont confrontées les populations du Sahel et du Sahara. En tant qu’outil de programmation pour le développement rural, l’objectif global de ce partenariat sous-régional est de renforcer la résilience des populations et des systèmes naturels de la région grâce à une gestion rationnelle des écosystèmes, à la protection du patrimoine rural et à l'amélioration des conditions de vie des communautés locales.
En contribuant à l'amélioration des revenus des populations locales, la Grande muraille verte pour le Sahara et le Sahel est ainsi une réponse aux effets combinés de la dégradation des ressources naturelles et aux épisodes de sècheresse dans les zones rurales. L'initiative est un partenariat qui soutient les efforts des communautés locales dans la gestion et l'utilisation durable des forêts, des pâturages et de l'ensemble des ressources naturelles dans les terres arides. La Grande muraille verte contribue également à l'atténuation du changement climatique, à l'adaptation à ses effets et à l'amélioration de la sécurité alimentaire dans le Sahel et le Sahara.

## Historique

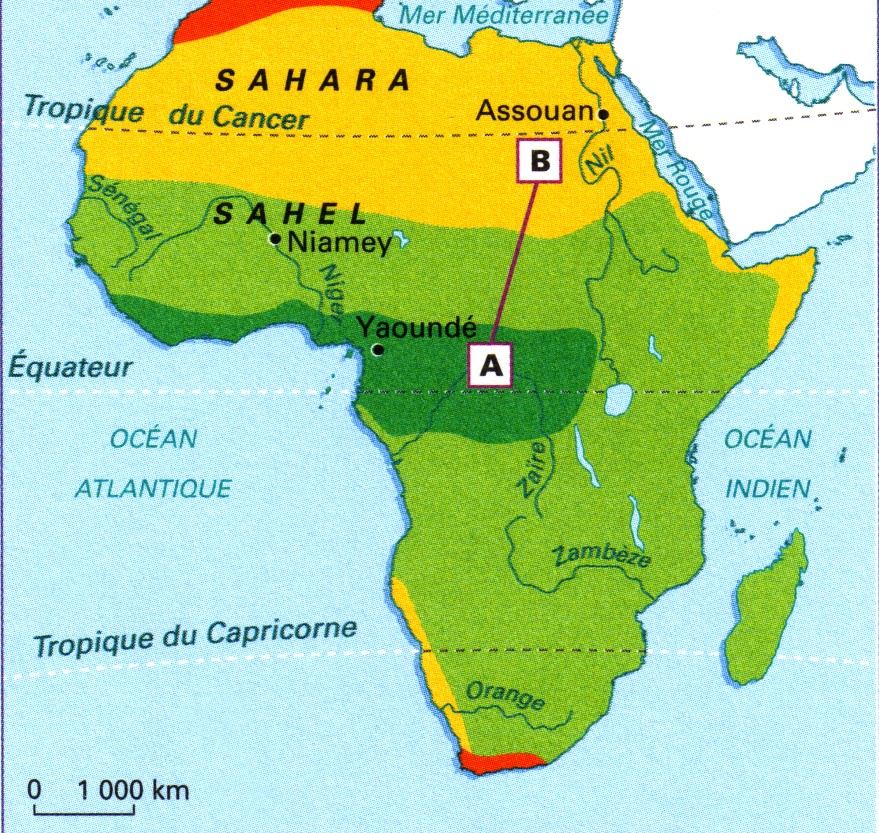
Carte du Sahara et du Sahel (Afrique).

L'idée d'une muraille verte est apparue en 2002 lors du Sommet spécial de N'Djaména, au Tchad, à l'occasion de la journée mondiale pour combattre la désertification et la sécheresse. Cette idée fut approuvée lors de la septième session de la Conférence des dirigeants et chefs de gouvernement africains de la Communauté des États sahélo-sahariens à Ouagadougou, au Burkina Faso, les 1er et 2 juin 2005. Abdoulaye Wade revendique sa conceptualisation sous la formule de « Grande muraille verte » en précisant que le projet est né d'une idée d'Olusegun Obasanjo, président de la République fédérale du Nigéria. 
Depuis lors, le concept de Grande muraille verte a fortement évolué. Les leçons tirées du Barrage vert algérien ou de la muraille verte chinoise ont permis de mieux comprendre le besoin d'une approche multi-sectorielle pour des résultats durables. Originellement, initiative d'une vaste plantation d'arbres, la Grande muraille verte pour le Sahara et le Sahel est devenue un outil de programmation et mise en œuvre du développement durable. 
Lors de la 8e session des dirigeants et chefs de gouvernement africains tenue le 29 et 30 janvier 2007 à Addis-Abeba, en Éthiopie, les dirigeants et les gouvernements ont approuvé l'initiative de Grande muraille verte pour le Sahara et le Sahel pour  lutter contre les impacts sociaux, économiques et environnementaux de la désertification dans la région.
Ensemble, onze états sahélo-sahariens (Burkina Faso, Djibouti, Érythrée, Éthiopie, Mali, Mauritanie, Niger, Nigeria, Sénégal, Soudan et Tchad) ont créé l'Agence panafricaine de la grande muraille verte (APGMV).
Afin de partager une vision commune, une Stratégie Régionale Harmonisée pour la mise en œuvre de l'Initiative Grande muraille verte pour le Sahara et le Sahel a été adoptée en septembre 2012 par la Conférence ministérielle africaine sur l'environnement (CMAE). Lors de cette rencontre, les ministres ont déclaré que la Grande muraille verte pour le Sahara et le Sahel était un programme phare de l'Union africaine pour contribuer à l'objectif d'un « monde où la dégradation des terres serait nulle » adopté lors de la Conférence des Nations unies sur le développement durable RIO+20.
L'initiative de la Grande muraille verte du Sahara et du Sahel (IGMVSS) est traitée à l'occasion de Désertif'actions , Sommet international consacré aux questions des terres en zones arides. Il est organisé tous les deux ans en préparation des Conférences des parties de la Convention des Nations unies sur la lutte contre la désertification.
À l’occasion des quinze ans du lancement du programme, un rapport est commandé par la Convention des Nations unies sur la lutte contre la désertification et publié le 7 septembre 2020. Il constate que seuls quatre millions d'hectares sur un objectif de cent ont été plantés. L'inconstance des bailleurs de fonds ainsi que les conflits et l'insécurité au Sahel sont pointés du doigt. Seuls le Sénégal et l'Éthiopie ont vraiment donné de l'importance au projet.
En septembre 2021, l'AFD estime que 20 millions d'hectares ont été restaurés et 350 000 emplois créés. La Convention des Nations unies sur la lutte contre la désertification estime que seulement 15 % de la Muraille est achevée, principalement au Sénégal et en Éthiopie.

## Partenaires
L'Initiative Grande muraille verte pour le Sahara et le Sahel est un programme de l'Union africaine réunissant plus de 20 pays de la région sahélo-saharienne, dont l'Algérie, le Burkina Faso, le Bénin, le Tchad, le Cap-Vert, Djibouti, Égypte, Éthiopie, la Libye, le Mali, la Mauritanie, le Niger, le Nigeria, le Sénégal, la Somalie, le Soudan, la Gambie et la Tunisie. Cette initiative est soutenue par de nombreuses organisations régionales et internationales, y compris :
- l’Agence panafricaine de la grande muraille verte,
- l’Association pour la promotion de l’éducation et de la formation à l’étranger (APEFE),
- l’Autorité intergouvernementale pour le développement en l’Afrique de l’Est (IGAD),
- la Banque mondiale,
- le Centre mondial d’agroforesterie (ICRAF),
- le Centre OMD Afrique de l’Ouest et du Centre (MDG-WCA),
- le Comité inter-État de lutte contre la sécheresse au Sahel (CILSS),
- la Commission de l’Union africaine (CUA),
- la Communauté des états sahélo-sahariens (CEN-SAD),
- la Communauté économique des États de l'Afrique de l'Ouest (CEDEAO),
- le Forum Forestier Africain (FFA),
- le Mécanisme mondial de la Convention des Nations unies sur la lutte contre la désertification (GM-UNCCD),
- l’Observatoire du Sahara et du Sahel (OSS),
- l’Organisation des Nations Unies pour l’alimentation et l’agriculture (FAO),
- l’Organisation panafricaine des producteurs agricoles (PAFO),
- le Panorama mondial des approches et des technologies de conservation (WOCAT),
- le Programme des Nations Unies pour le développement – Centre pour le développement des zones arides (PNUD-DDC),
- le Programme des Nations unies pour l’environnement (PNUE),
- le Programme des Nations unies pour l’environnement – Centre mondial de surveillance de la conservation de la nature (PNUE-WCMC),
- la Région wallonne de Belgique
- le Secrétariat de la Convention des Nations unies sur la lutte contre la désertification (UNCCD),
- l'Union du Maghreb arabe (UMA),
- l'Union européenne (UE),
- Wallonie-Bruxelles International,
- l'organisation religieuse japonaise Sûkyô Mahikari, à travers son groupe des jeunes, contribue également beaucoup à la réalisation de la Grande muraille verte. Elle organise chaque année des camps internationaux de reboisement au Sénégal, au Mali et au Burkina Faso où plusieurs centaines d'hectares sont reboisés[11].

### Principes
Les principes de ce partenariat ont été définis lors de nombreuses discussions par la Commission de l'Union africaine (CUA) et le Secrétariat de la CEN-SAD. L'initiative est considérée comme une mosaïque d'actions intégrées pour répondre aux problématiques ayant « une incidence sur la vie et les moyens de subsistance des populations du Sahel et du Sahara ». L'Initiative ne se limite pas à une initiative de reboisement, c'est un outil de programmation pour le développement rural. La portée géographique de la Grande muraille verte est définie comme la périphérie du Sahara, au nord et au sud, et comprenant les oasis sahariennes, et des enclaves comme le Cap-Vert.
En établissant un cadre pour améliorer les synergies et les coopérations, la Grande muraille verte renforce les mécanismes existants tels que le Programme global africain de développement agricole, programme environnemental (PDDAA) du NEPAD, les programmes d'action sous-régionaux, régionaux et nationaux de lutte contre la désertification. Pour assurer le succès de cette initiative, la Stratégie Régionale Harmonisée souligne l'importance des partenariats entre parties prenantes (à l'échelle nationale, régionale et sous-régionale), la nécessité d'intégrer l'initiative dans les programmes nationaux, régionaux et interrégionaux existants, la possibilité accrue de partager les leçons apprises  et les meilleures pratiques (notamment à travers la coopération Sud-Sud et le transfert de technologie), et promeut la participation des acteurs locaux pour garantir la durabilité des actions.

## Mise en œuvre
Pour la plantation, on parle de régénération naturelle assistée car la densité de flore actuelle est souvent insuffisante pour espérer une régénération naturelle spontanée. La régénération naturelle assistée consiste en la sélection d'un rejet favorisé, et la coupe des autres afin que la croissance se concentre sur un seul rejet.
Dans certaines régions très sèches comme au Mali, on optimise les plantations en pratiquant des sillons ou la technique ancestrale du zaï qui permet de mieux concentrer l'eau sur les jeunes plants.

## Essences utilisées pour le reboisement
On utilise des jeunes plants d'essences préexistantes au niveau local qui résistent à la très faible pluviométrie locale (200 mm/an en 2015 contre 400 mm/an en moyenne dans les années 60) et qui ont un intérêt économique.
La gestion des pépinières de jeunes plants et des jardins polyvalents (potagers) créés est confiée aux femmes créant ainsi des emplois et une production alimentaire au niveau local.

### Au Sénégal
Au Sénégal, le projet de la Grande Muraille est mis en œuvre par l’Agence sénégalaise de la reforestation et de la grande muraille verte (ASERGMV) à travers un programme intégrateur. Le tracé mesure 545 km de long sur 15 km de large, soit 8 175 km2 ou 817 500 hectares. Compte tenu des activités humaines, 45 % seulement du territoire doit être reboisé - néanmoins  en novembre 2015 il restait environ 340 000 hectares à restaurer. Au rythme actuel de 5000 hectares reboisés par an, une petite dizaine d’années semble encore nécessaire pour toucher au but.
Le reboisement se fait pendant la saison des pluies sur des parcelles de 600 hectares où des arbres sont plantés dans des zones protégées par des clôtures grillagées des agressions du bétail des Peuls (aujourd'hui sédentarisés). Une fois les arbres installés, on peut retirer les clôtures et le bétail peut pâturer à l'ombre des arbres. On installe également près des villages des jardins polyvalents exploités par des coopératives pour produire des fruits et légumes frais.
Quelques années après la plantation, une amélioration de la biodiversité est observée tant pour la flore que pour la faune avec un début de retour de certains animaux sauvages (renards, autruches et autres oiseaux divers).
Des bassins de rétention des eaux pluviales ont été également créés pour l'abreuvement du bétail, de même que des jardins circulaires, qui retiendraient mieux l'eau.
Les espèces le plus souvent plantées sont :
- Acacia Senegalia senegal, ou gommier blanc pour la production de gomme arabique
- Acacia Vachellia seyal
- Acacia albida, kadd en wolof
- Acacia Faux-gommier (Acacia tortilis)
- Acacia Vachellia nilotica, ou gommier rouge
- Dattier du désert (Balanites aegyptiaca), soump en wolof
- Boscia senegalensis
- Jujubier commun (Ziziphus jujuba)
- Combretum glutinosum, efficace contre la toux
- Marula, pour la production d'alcool
- Moringa oleifera (Nebeday)
- Prosopis africana, résistant aux termites
- Detarium senegalense ou Ditakh

## La désertification du Sahel et du Soudan oriental

### La désertification naturelle

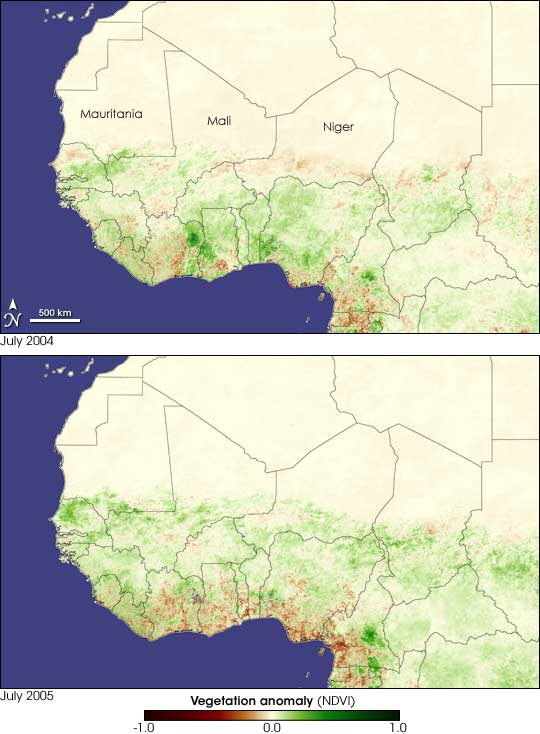
Évolution de la végétation en Afrique sub-saharienne entre juillet 2004 et juillet 2005.

Depuis la préhistoire, le Sahara connaît des phases naturelles d'extension et de recul, mais le phénomène d'extension a pris de l'ampleur à cause de l'accroissement des populations sur sa périphérie et des changements climatiques. Depuis 1900, le Sahara a ainsi progressé vers le sud de 250 kilomètres et ce sur un front qui en fait plus de 6 000. C'est ainsi que la steppe du Sahel connaît un dessèchement relativement brutal.

### Les effets de l'activité humaine
« Selon le rapport 2008 du Fonds des Nations Unies pour l'alimentation et l’agriculture (FAO), les efforts de conservation des forêts dans les pays du Sahel sont très faibles par rapport au processus de déforestation. Environ deux millions d’hectares de forêts dans la bande sahélienne sont perdus annuellement. »

— Koffigan E. Adigbli, La grande muraille verte pour arrêter la désertification.
Les activités humaines, telles que les cultures, le pâturage, le déboisement et les constructions, se cumulent et conduisent à l'appauvrissement, l'endommagement et surtout à la déstabilisation de la couche superficielle de terres arables.

## Controverses sur le projet

### Efficacité du projet et impact pour les communautés locales
Wally Maene, membre de Timberwatch, craint une menace envers les communautés indigènes : « développer des plantations obligerait de surcroît à déplacer les gens vivant sur les terres destinées à la Grande Muraille Verte et réduirait encore des ressources en eau déjà rares ». Au contraire pour le professeur Abdoulaye Dia, secrétaire exécutif de l’Agence Panafricaine de la Muraille Verte, « ce n’est pas un rideau d’arbre que nous devons sans cesse replanter […] l'objectif est plutôt d'atténuer les effets de la désertification par une approche de développement intégré. Ce qui signifie qu'en plus des plantes nous allons créer un ensemble d'activités agro-sylvo-pastorales génératrices de revenus. ». Maene pense que les communautés locales ne seront pas correctement informées sur le projet et qu'elles servent en réalité de main d'œuvre bon marché.  
Selon Pierre Ozer, docteur en géographie à l’université de Liège, « C’est un concept idéologique qui n’a pas de sens, une vision politique qui n’aura pas de suite. On veut faire une muraille pour stopper le désert ? Mais le désert n’avance pas simplement comme ça, kilomètre par kilomètre. » Il pense que les populations de ces régions sont trop dépendantes de la biomasse pour respecter une nouvelle forêt. Inversement pour Éric Lambin, géographe à l’université catholique de Louvain, « Le concept de muraille verte a gardé son nom un peu naïf, mais il est parvenu à devenir, à l’échelle régionale, un ensemble relativement coordonné de programmes locaux destinés à mieux gérer l’utilisation des terres [...] J’ai vu des terres relativement dégradées. Mais aussi beaucoup d’initiatives locales, une meilleure gestion des ressources et une volonté de restaurer l’écosystème. ». Pour la représentante d’une organisation de peuples indigènes dont les Réseaux d'information régionaux intégrés ont gardé l'anonymat, « la Grande Muraille Verte pourrait interférer avec les circuits migratoires des communautés pastorales ; elle devrait plutôt incorporer les systèmes ancestraux de gestion des terres. Il vaudrait mieux protéger ce qui existe déjà dans la région, arrêter de couper les arbres dans les vallées et les oasis, réparer les dégâts causés par le changement climatique, éduquer les communautés sur les REDD et remplacer le bétail perdu. Je trouve que le projet est bon, mais trop ambitieux. ».
Des initiatives de ce genre ont déjà été menées et ont conduit à un échec, comme en Algérie avec le « Barrage vert », d'autres réussies comme les ceintures vertes construites en périphérie urbaine en Mauritanie et au Niger où selon le CSFD, « l’échelle de cette régénération est évaluée à quatre millions d’hectares (soit 15 à 20 fois plus d’arbres en 2005 qu’en 1975). » , et aussi la Grande muraille verte de Chine, projet étalé de 1978 à 2074 avec la création d’une forêt de 4 500 kilomètres de long sur cent kilomètres de large contre les sables du désert de Gobi, projet gigantesque mais décrit comme très vulnérable par The Guardian.
En 2020, l'aménagement partiel de la Grande muraille verte ne couvre que quatre millions d'hectares sur cent millions envisagés et le manque de coordination entre les services nationaux et les collectivités locales empêche toute évaluation d'ensemble de ses résultats. En raison de l'instabilité politique, certains des pays invités n'ont même pas mis en place l'Agence nationale compétente.

### Mise en œuvre dans les régions instables
Une polémique existe sur la difficulté de mise en œuvre du projet dans des régions politiquement instables. Selon Robin Duponnois, directeur de recherche à l’Institut de recherche pour le développement (IRD), « Le tracé passe dans des endroits assez instables (Mali, Mauritanie, Niger, Tchad, Soudan) et des zones de niveau orange et rouge en termes de risques sécuritaires et terroristes. Les scientifiques ne sont donc pas autorisés à s’y rendre, en particulier les étrangers. ». Cependant, l'Union européenne déclare « Nous soutenons cette initiative car elle s'attaque aux causes profondes [des problèmes de cette région] et peut, à travers des projets transfrontaliers, œuvrer à la prévention des conflits ».

### Remise en cause du concept de désertification
Selon Mark Hertsgaard (Le Monde diplomatique, 2011), le Sahara n’avance pas par vague comme un fléau mais le problème d'appauvrissement ne touche que des petites poches de terres localisées[source insuffisante]. Ce phénomène n'est pas uniforme : « ce sont ces bandes de terre qu’il faut viser, pas toute la bordure Sahel-Sahara »[source insuffisante]. 
Selon l’agronome français Pierre Hiernaux, citant des études récentes du GIEC en 2020, l'ensemble du projet est à repenser car l'évolution du climat dans la région sahélienne va plutôt dans le sens d'une augmentation de la pluviosité et de la couverture végétale, y compris la croissance des arbres. La dégradation des sols s'explique davantage par la surpopulation que par des facteurs climatiques.
Selon Monique Barbut, ancienne cadre du Programme des Nations unies pour l'environnement et organisatrice désignée du One Planet Summit de 2021, l'intérêt du projet est avant tout humain : « Il n’y a aucun programme en dehors de la Grande Muraille verte qui fasse autant sens. C’est le seul qui permette de donner dix millions d’emplois aux jeunes d’ici à 2030, de traiter la question de l’adaptation au changement climatique et d’assurer la sécurité alimentaire au Sahel ».
Plusieurs études, citées en septembre 2020, constatent que depuis la fin des sécheresses des années 1980, la pluviométrie augmente, et avec elle le couvert végétal, d'herbes ou d'arbres. La cause de la dégradation des terres est plutôt à chercher du côté de la pression démographique et de l'agropastoralisme.